# Figle

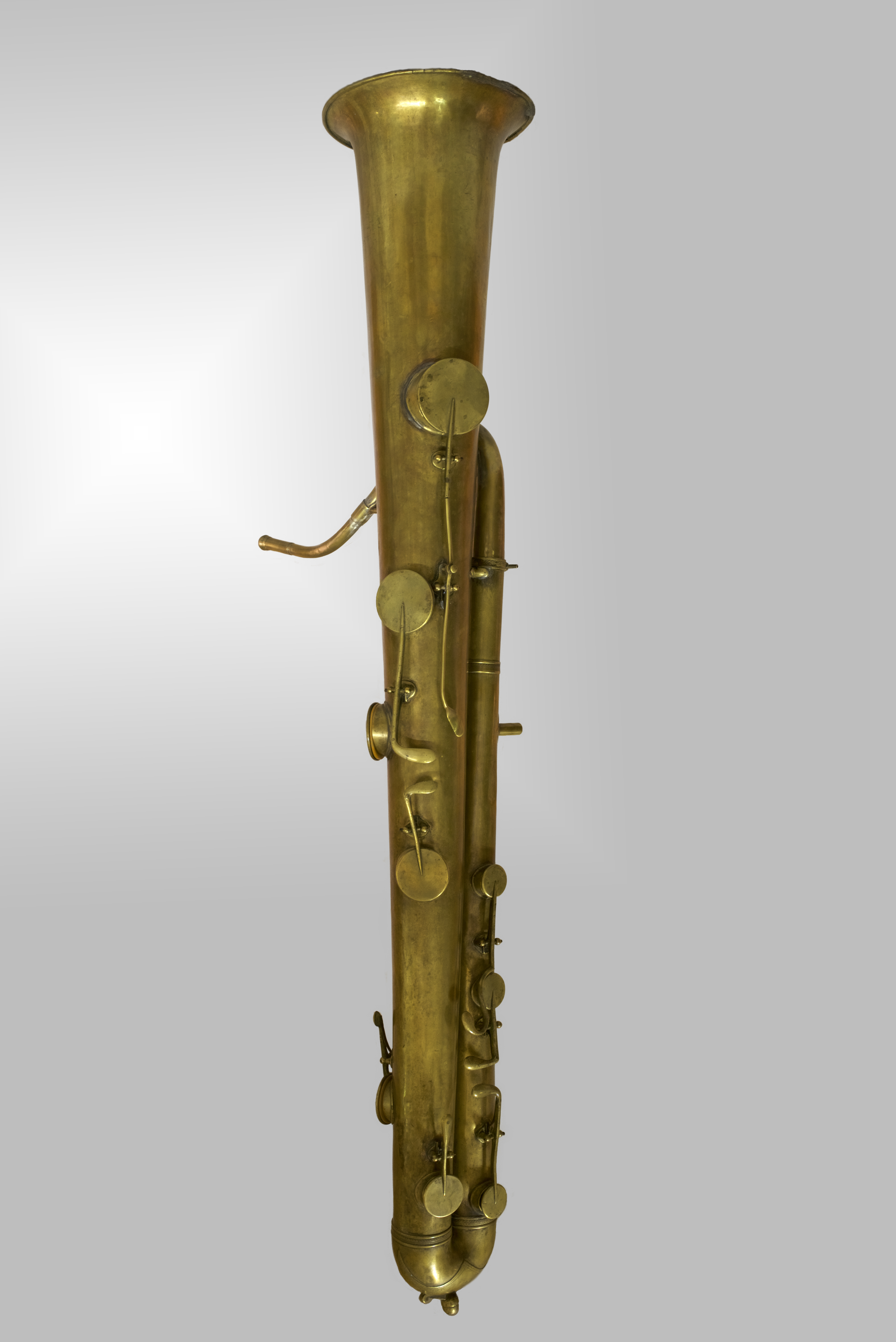
Oficleide de la marca Guichard i Hermano, construït entre els anys 1827 i 1845 a Madrid.

El figle, conegut també com a oficleide (del francès bugle, ‘corn’, influït pel llatí bucŭlus ‘vedell’, amb la f- potser del francès ophicléide; del grec hophis, ‘serp’, per la forma corbada, i kleis, ‘clau’), és un instrument musical de vent-metall format per un tub llarg de llautó, doblat per la meitat, de diàmetre cada cop més gran des de l'embocadura fins a la campana i amb claus que obren i tanquen el pas de l'aire.
També s'anomena figle a la persona que practica aquest instrument.

## Funcionament
El figle, de la mateixa forma que els clarins amb claus i el figle alt (els altres dos membres de la seua família) té un sistema de digitació particular i idiosincràsic. Totes les claus, excepte una, estan normalment tancades i només s'obren quan el dit de l'intèrpret pressiona la palanca associada a la clau. Just a sota de la campana està la coberta més gran d'obertures de to, però aquesta està normalment oberta i només es tanca quan es pressiona la palanca.

## Història
Es tenen notícies que el figle o oficleide fou inventat en 1817 i patentat en 1821 pel fabricant francès d'instruments Jean Hilaire Asté. El seu paper a l'orquestra romàntica és rellevant en la secció de metalls, en substitució del serpent. En un principi tenia nou claus i més tard foren ampliades a dotze. Els diferents membres de la família del figle poden estar afinats en Si♭, Do, Mi♭ o Fa. El més comú és el figle baix afinat en Si♭ o Do.
El figle fou substitut per la tuba i el bombardí, encara que continuà sent popular en Itàlia fins a principis del segle XX i encara hui és interpretat professionalment. Un dels últims grans intèrprets va ser Sam Hughes (1824-1898).

## Obres i compositors destacats
La primera partitura composta per a aquests instrument fou a l'òpera Olimpie de Gaspare Spontini en 1819. Altres obres famoses que utilitzen el figle són l'oratori Elíes i l'obertura El somni d'una nit d'estiu de Felix Mendelssohn, així com la Sinfonía fantástica d'Hector Berlioz, encara que fou substituït per una tuba en una orquestració posterior. Giuseppe Verdi i Richard Wagner també compongueren per al figle.